# Ceratomyxa declivis
Ceratomyxa declivis is een microscopische parasiet uit de familie Ceratomyxidae. Ceratomyxa declivis werd in 1960 beschreven door Meglitsch. 